# 베룸

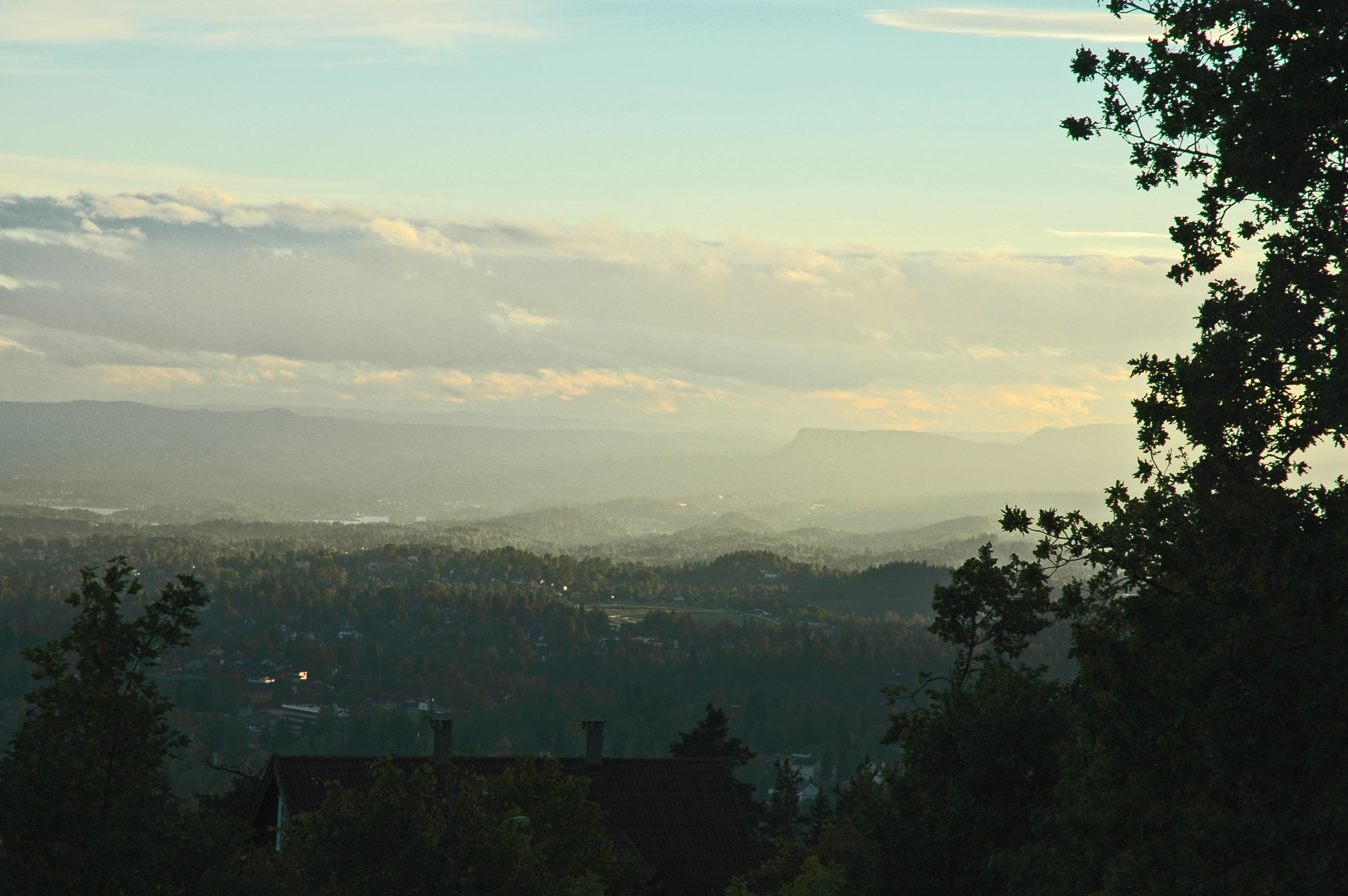
베룸

아케르스후스 주에 표시된 예비크의 위치

베룸(노르웨이어: Bærum)은 노르웨이 아케르스후스주에 위치한 도시로, 면적은 192km2, 인구는 113,659명(2010년 기준), 인구 밀도는 547명/km2이다. 1838년 1월 1일 시로 승격되었으며 수도 오슬로 교외에 위치한다.
노르웨이에서 1인당 주민 소득이 가장 많고 대학 졸업자 수가 가장 많은 도시이다. 시 동부는 오슬로와 접하고 있기 때문에 고급 주택이 많이 들어서 있다.

시 문장

## 인구
| 연도                       | 인구    | ±%     |
| -------------------------- | ------- | ------ |
| 1951                       | 35,838  | —      |
| 1961                       | 57,573  | +60.6% |
| 1971                       | 76,580  | +33.0% |
| 1981                       | 80,385  | +5.0%  |
| 1991                       | 90,579  | +12.7% |
| 2001                       | 101,340 | +11.9% |
| 2011                       | 112,789 | +11.3% |
| 2012                       | 114,489 | +1.5%  |
| 2020                       | 127,731 | +11.6% |
| Source: Statistics Norway. |         |        |

## 자매 도시
- 덴마크 프레데릭스베르
- 아이슬란드 하프나르피외르뒤르
- 핀란드 헤멘린나
- 에스토니아 타르투
- 스웨덴 웁살라